# Leichtathletik-Weltmeisterschaften 2003/200 m der Männer

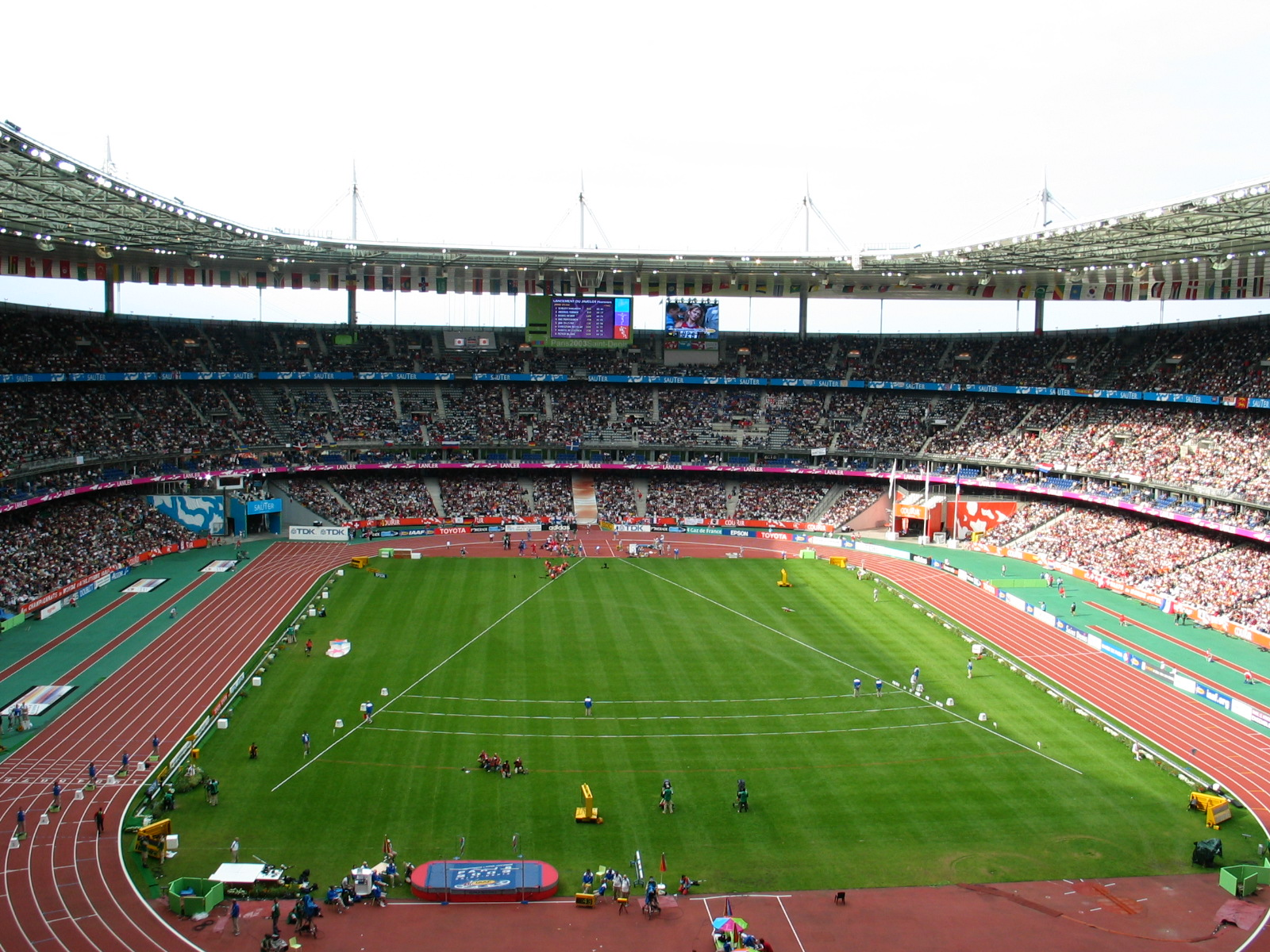
Stade de France in Paris/Saint-Denis am Schlusstag der Leichtathletik-Weltmeisterschaften

Der 200-Meter-Lauf der Männer bei den Leichtathletik-Weltmeisterschaften 2003 wurde vom 27. bis 29. August 2003 im Stade de France der französischen Stadt Saint-Denis unmittelbar bei Paris ausgetragen.
In diesem Wettbewerb erzielten die US-amerikanischen Sprinter einen Doppelsieg. Weltmeister wurde John Capel, der am Schlusstag dieser Weltmeisterschaften mit der Sprintstaffel seines Landes als einziger Wettkämpfer bei diesen Weltmeisterschaften eine zweite Goldmedaille gewann. Rang zwei belegte Darvis Patton. Wie Capel war auch Patton Mitglied der US-amerikanischen Goldstaffel. Bronze ging an den Japaner Shingo Suetsugu.

## Bestehende Rekorde
| Weltrekord               | 19,32 s | Michael Johnson | OS 1996 in Atlanta, USA       | 1. August 1996  |
| Weltmeisterschaftsrekord | 19,79 s | Michael Johnson | WM 1995 in Göteborg, Schweden | 11. August 1995 |

Der bestehende WM-Rekord wurde bei diesen Weltmeisterschaften nicht eingestellt und nicht verbessert.
Es wurde ein neuer Landesrekord aufgestellt:
- 20,06 s – Stéphan Buckland (Mauritius), drittes Viertelfinale bei einem Rückenwind von 0,7 m/s

## Vorrunde
Die Vorrunde wurde in acht Läufen durchgeführt. Die ersten drei Athleten pro Lauf – hellblau unterlegt – sowie die darüber hinaus acht zeitschnellsten Läufer – hellgrün unterlegt – qualifizierten sich für das Viertelfinale.

### Vorlauf 1
27. August 2003, 10:40 Uhr
Wind: −0,6 m/s
| Platz | Name                   | Nation              | Zeit (s)                         |
| ----- | ---------------------- | ------------------- | -------------------------------- |
| 1     | Marcin Jędrusiński     | Polen               | 20,58                            |
| 2     | John Capel             | USA                 | 20,59                            |
| 3     | Ricardo Williams       | Jamaika             | 20,60                            |
| 4     | James Dolphin          | Neuseeland          | 20,69                            |
| 5     | Julieon Raeburn        | Trinidad und Tobago | 21,15                            |
| DSQ   | Sittichai Suwonprateep | Thailand            | IAAF Rule 163.3 – Bahnübertreten |
| DSQ   | Alex Giovani Navas     | Honduras            | IAAF Rule 163.3 – Bahnübertreten |

### Vorlauf 2
27. August 2003, 10:46 Uhr
Wind: +0,7 m/s
| Platz | Name              | Nation         | Zeit (s) |
| ----- | ----------------- | -------------- | -------- |
| 1     | Stéphan Buckland  | Mauritius      | 20,38    |
| 2     | Anastasios Gousis | Griechenland   | 20,57    |
| 3     | Christian Malcolm | Großbritannien | 20,65    |
| 4     | Oumar Loum        | Senegal        | 20,73    |
| 5     | Paul Brizzel      | Irland         | 20,75    |
| 6     | Hisashi Miyazaki  | Japan          | 20,79    |
| 7     | Aaron Egbele      | Nigeria        | 21,24    |
| 8     | Ashuin De Souza   | Anguilla       | 23,24    |

### Vorlauf 3

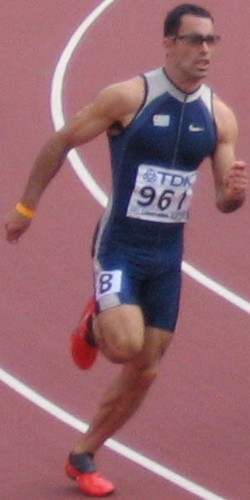
Um eine Hundertstelsekunde verpasste Heber Viera mit seinen 20,81 s den Einzug in die nächste Runde

27. August 2003, 10:52 Uhr
Wind: −0,6 m/s
| Platz | Name                   | Nation         | Zeit (s)                          |
| ----- | ---------------------- | -------------- | --------------------------------- |
| 1     | Sherwin Vries          | Südafrika      | 20,73                             |
| 2     | Troy Douglas           | Niederlande    | 20,76                             |
| 3     | Julian Golding         | Großbritannien | 20,82                             |
| 4     | Hamed Hamadan al-Bishi | Saudi-Arabien  | 20,86                             |
| 5     | Heber Viera            | Uruguay        | 20,87                             |
| 6     | Jorge Conde            | Nicaragua      | 22,75                             |
| DSQ   | Christian Nsiah        | Ghana          | IAAF Rule 163.3b – Bahnübertreten |

### Vorlauf 4

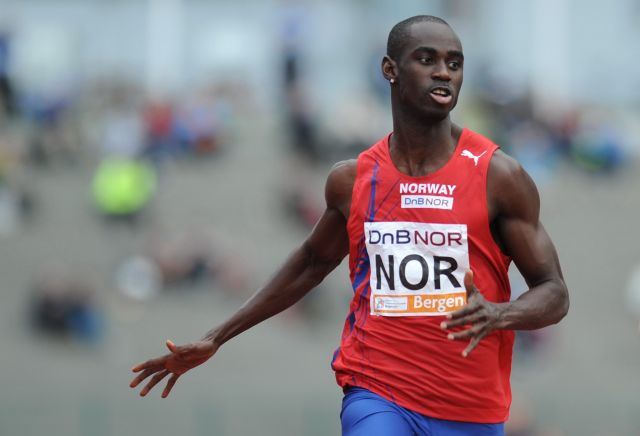
Hier noch für Gambia, später dann für Norwegen startend, schied Jaysuma Saidy Ndure als Sechster seines Vorlaufs aus

27. August 2003, 10:58 Uhr
Wind: −0,5 m/s
| Platz | Name                 | Nation                  | Zeit (s) |
| ----- | -------------------- | ----------------------- | -------- |
| 1     | Darvis Patton        | USA                     | 20,27    |
| 2     | Alessandro Cavallaro | Italien                 | 20,52    |
| 3     | Marcin Urbaś         | Polen                   | 20,66    |
| 4     | LaTonel Williams     | Jamaika                 | 20,71    |
| 5     | Géza Pauer           | Ungarn                  | 21,02    |
| 6     | Jaysuma Saidy Ndure  | Gambia                  | 21,42    |
| 7     | Darian Forbes        | Turks- und Caicosinseln | 21,87    |

### Vorlauf 5

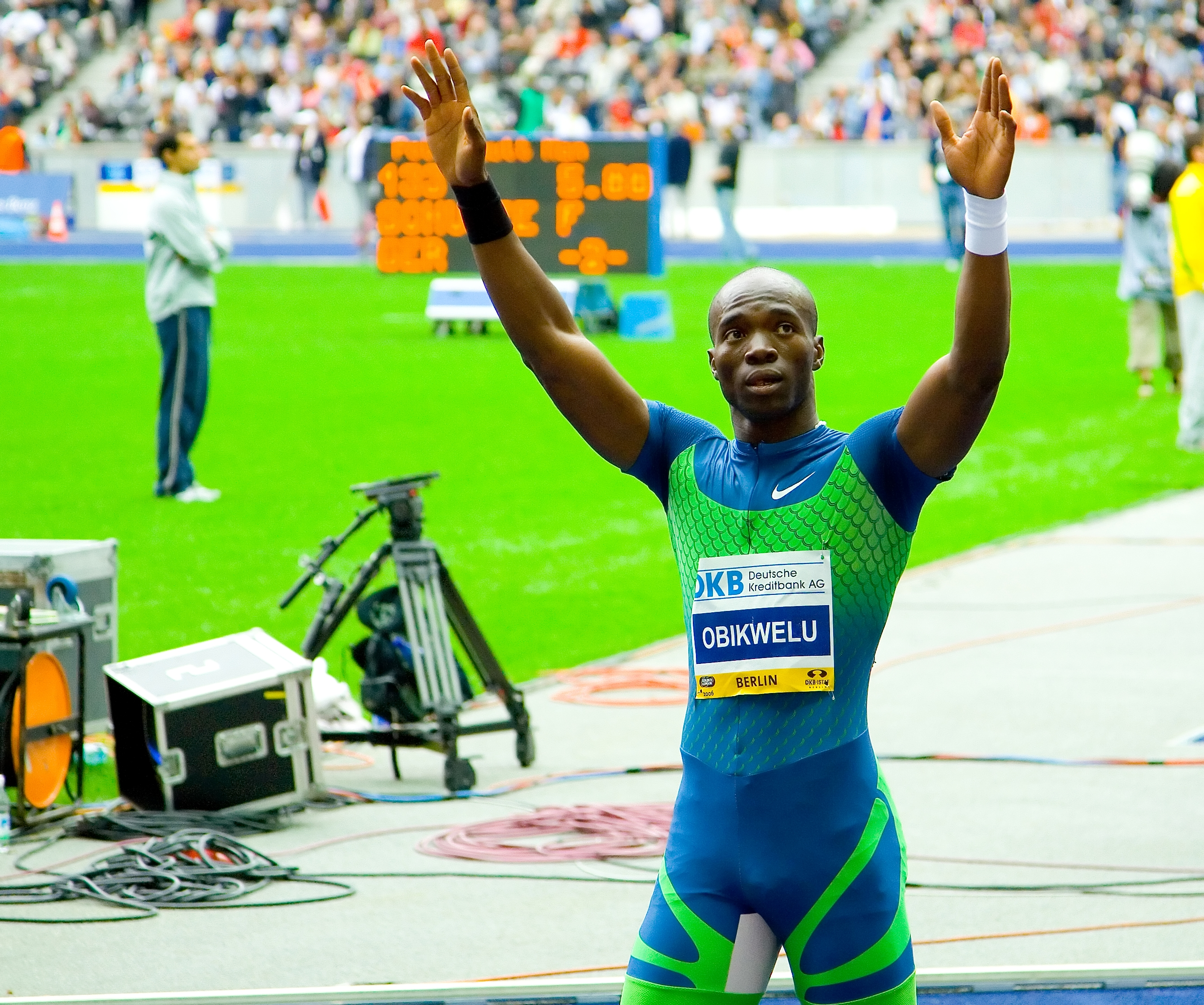
Sein vierter Platz im fünften Vorlauf reichten dem späteren Europameister Francis Obikwelu nicht, um im Viertelfinale dabei zu sein
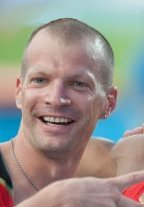
Tobias Unger hatte noch nicht die Klasse späterer Jahre und scheiterte hier in der Vorrunde

27. August 2003, 11:04 Uhr
Wind: +0,4 m/s
| Platz | Name                       | Nation      | Zeit (s) |
| ----- | -------------------------- | ----------- | -------- |
| 1     | Shingo Suetsugu            | Japan       | 20,58    |
| 2     | Joseph Batangdon           | Kamerun     | 20,71    |
| 3     | Cédric Van Branteghem      | Belgien     | 20,79    |
| 4     | Francis Obikwelu           | Portugal    | 20,93    |
| 5     | Gennadiy Chernovol         | Kasachstan  | 21,11    |
| 6     | Tobias Unger               | Deutschland | 21,33    |
| 7     | Hamoud Abdallah al-Dalhami | Oman        | 21,52    |

### Vorlauf 6
27. August 2003, 11:10 Uhr
Wind: +1,6 m/s
| Platz | Name                  | Nation                       | Zeit (s) |
| ----- | --------------------- | ---------------------------- | -------- |
| 1     | Cláudio Roberto Souza | Brasilien                    | 20,82    |
| 2     | Christopher Williams  | Jamaika                      | 20,86    |
| 3     | Patrick Johnson       | Australien                   | 20,89    |
| 4     | Yang Yaozu            | Volksrepublik China          | 20,90    |
| 5     | Adrian Durant         | Amerikanische Jungferninseln | 21,11    |
| 6     | Evans Marie           | Seychellen                   | 22,60    |
| 7     | Ashley Kazuma         | Palau                        | 23,84    |
| DNS   | Konstantinos Kenteris | Griechenland                 |          |

### Vorlauf 7
27. August 2003, 11:16 Uhr
Wind: +0,5 m/s
| Platz | Name                 | Nation                   | Zeit (s) |
| ----- | -------------------- | ------------------------ | -------- |
| 1     | Johan Wissman        | Schweden                 | 20,54    |
| 2     | Uchenna Emedolu      | Nigeria                  | 20,55    |
| 3     | Joshua J. Johnson    | USA                      | 20,56    |
| 4     | Issa-Aimé Nthépé     | Frankreich               | 20,83    |
| 5     | Anninos Markoullidis | Zypern                   | 20,97    |
| 6     | Keita Cline          | Britische Jungferninseln | 21,31    |
| 7     | John Lumkon          | Fidschi                  | 21,55    |

### Vorlauf 8

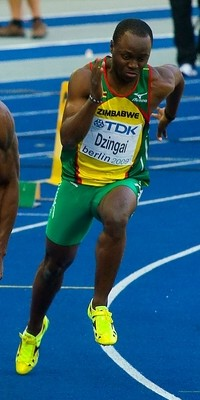
Brian Dzingai – Fünfter seines Vorlaufs in 20,96 s und damit ausgeschieden

27. August 2003, 11:22 Uhr
Wind: −0,8 m/s
| Platz | Name              | Nation             | Zeit (s) |
| ----- | ----------------- | ------------------ | -------- |
| 1     | Darren Campbell   | Großbritannien     | 20,54    |
| 2     | Dominic Demeritte | Bahamas            | 20,56    |
| 3     | Frank Fredericks  | Namibia            | 20,65    |
| 4     | Panayiótis Sarrís | Griechenland       | 20,70    |
| 5     | Brian Dzingai     | Simbabwe           | 20,96    |
| 6     | Salem al-Qaifi    | Jemen              | 22,94    |
| 7     | Ogumoro Shane     | Nördliche Marianen | 23,77    |
| DNS   | Salem al-Yami     | Saudi-Arabien      |          |

## Viertelfinale
Aus den vier Viertelfinalläufen qualifizierten sich die jeweils ersten vier Athleten – hellblau unterlegt – für das Halbfinale.

### Viertelfinallauf 1

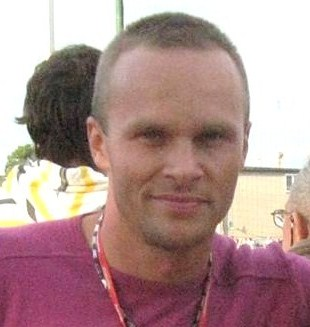
In seinem Viertelfinalrennen wurde Marcin Urbaś Siebter und schied damit aus

27. August 2003, 20:00 Uhr
Wind: +2,3 m/s
| Platz | Name              | Nation     | Zeit (s) |
| ----- | ----------------- | ---------- | -------- |
| 1     | Shingo Suetsugu   | Japan      | 20,24    |
| 2     | Dominic Demeritte | Bahamas    | 20,51    |
| 3     | Ricardo Williams  | Jamaika    | 20,53    |
| 4     | Johan Wissman     | Schweden   | 20,59    |
| 5     | Oumar Loum        | Senegal    | 20,67    |
| 6     | Issa-Aimé Nthépé  | Frankreich | 20,69    |
| 7     | Marcin Urbaś      | Polen      | 20,72    |
| 8     | Joseph Batangdon  | Kamerun    | 20,81    |

### Viertelfinallauf 2
27. August 2003, 20:06 Uhr
Wind: +0,6 m/s
| Platz | Name                   | Nation         | Zeit (s) |
| ----- | ---------------------- | -------------- | -------- |
| 1     | Darvis Patton          | USA            | 20,40    |
| 2     | Alessandro Cavallaro   | Italien        | 20,47    |
| 3     | Christian Malcolm      | Großbritannien | 20,58    |
| 4     | Hamed Hamadan al-Bishi | Saudi-Arabien  | 20,74    |
| 5     | Christopher Williams   | Jamaika        | 20,79    |
| 6     | Cláudio Roberto Souza  | Brasilien      | 20,82    |
| 7     | Patrick Johnson        | Australien     | 20,83    |
| 8     | James Dolphin          | Neuseeland     | 21,08    |

### Viertelfinallauf 3

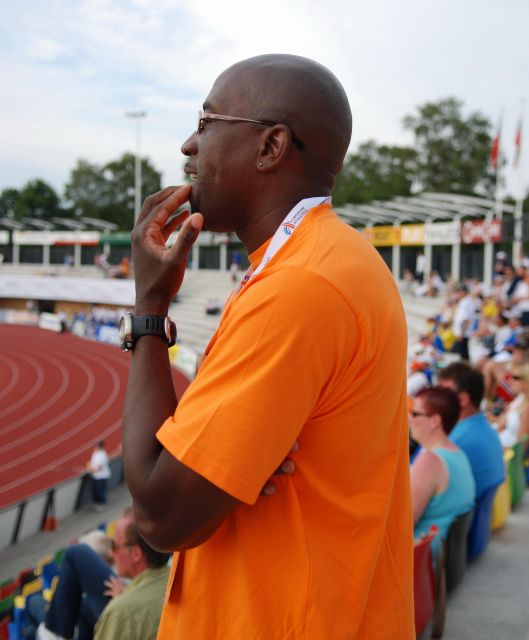
Troy Douglas verpasste das Halbfinale um einen Rang
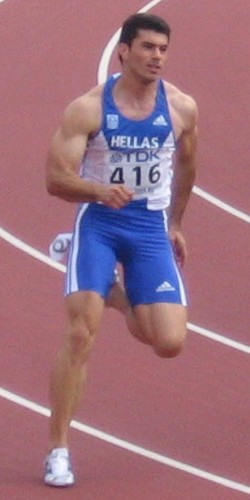
Für Panayiótis Sarrís waren die Weltmeisterschaften nach dem Ausscheiden im Viertelfinale beendet

27. August 2003, 20:12 Uhr
Wind: +0,7 m/s
| Platz | Name              | Nation         | Zeit (s) |
| ----- | ----------------- | -------------- | -------- |
| 1     | Stéphan Buckland  | Mauritius      | 20,06 NR |
| 2     | Joshua J. Johnson | USA            | 20,22    |
| 3     | Uchenna Emedolu   | Nigeria        | 20,56    |
| 4     | Sherwin Vries     | Südafrika      | 20,59    |
| 5     | Troy Douglas      | Niederlande    | 20,64    |
| 6     | Hisashi Miyazaki  | Japan          | 20,70    |
| 7     | Panayiótis Sarrís | Griechenland   | 20,74    |
| 8     | Julian Golding    | Großbritannien | 20,79    |

### Viertelfinallauf 4

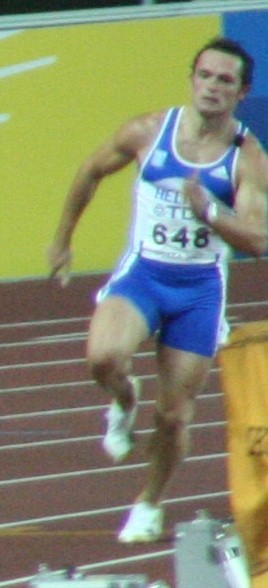
Als Sechster seines Rennens scheiterte Anastasios Gousis im Viertelfinale
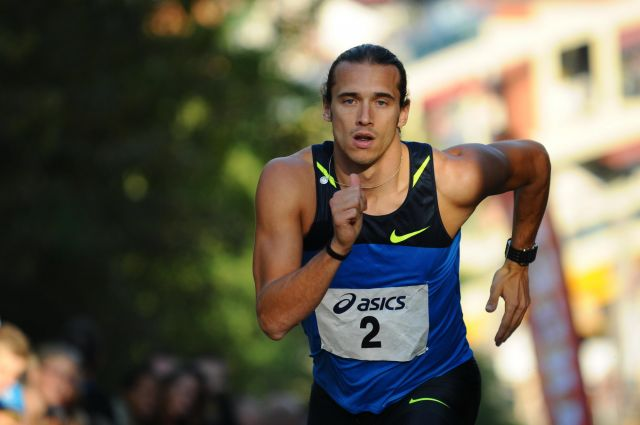
Cédric Van Branteghems siebter Platz in seinem Viertelfinallauf reichte nicht zum Weiterkommen

27. August 2003, 20:18 Uhr
Wind: +0,1 m/s
| Platz | Name                  | Nation         | Zeit (s) |
| ----- | --------------------- | -------------- | -------- |
| 1     | John Capel            | USA            | 20,30    |
| 2     | Darren Campbell       | Großbritannien | 20,35    |
| 3     | Frank Fredericks      | Namibia        | 20,49    |
| 4     | Marcin Jędrusiński    | Polen          | 20,54    |
| 5     | Paul Brizzel          | Irland         | 20,56    |
| 6     | Anastasios Gousis     | Griechenland   | 20,67    |
| 7     | Cédric Van Branteghem | Belgien        | 20,70    |
| 8     | LaTonel Williams      | Jamaika        | 20,73    |

## Halbfinale
Aus den beiden Halbfinalläufen qualifizierten sich die jeweils ersten vier Athleten – hellblau unterlegt – für das Finale.

### Halbfinallauf 1

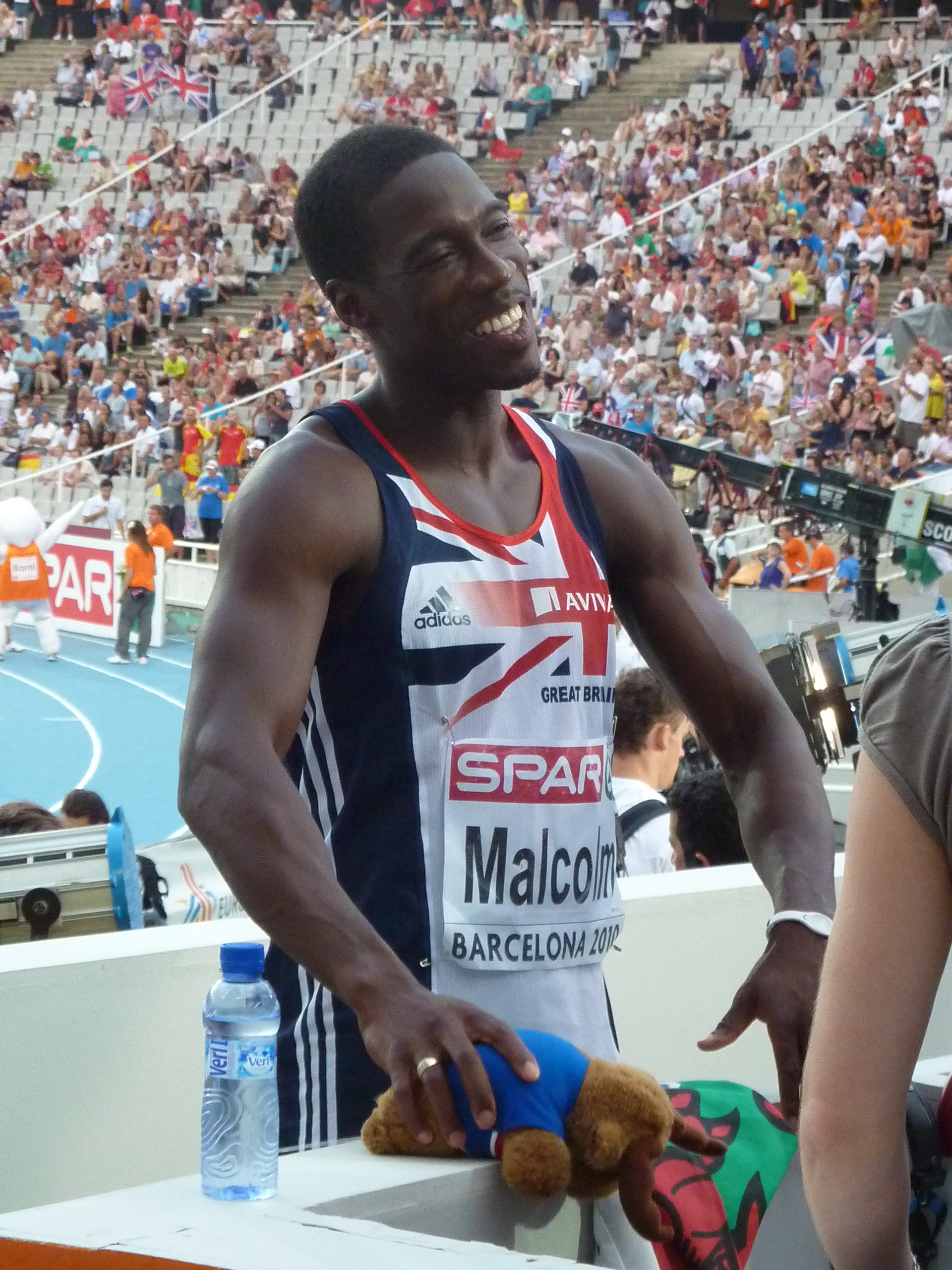
Christian Malcolm verpasste das Finale nur knapp
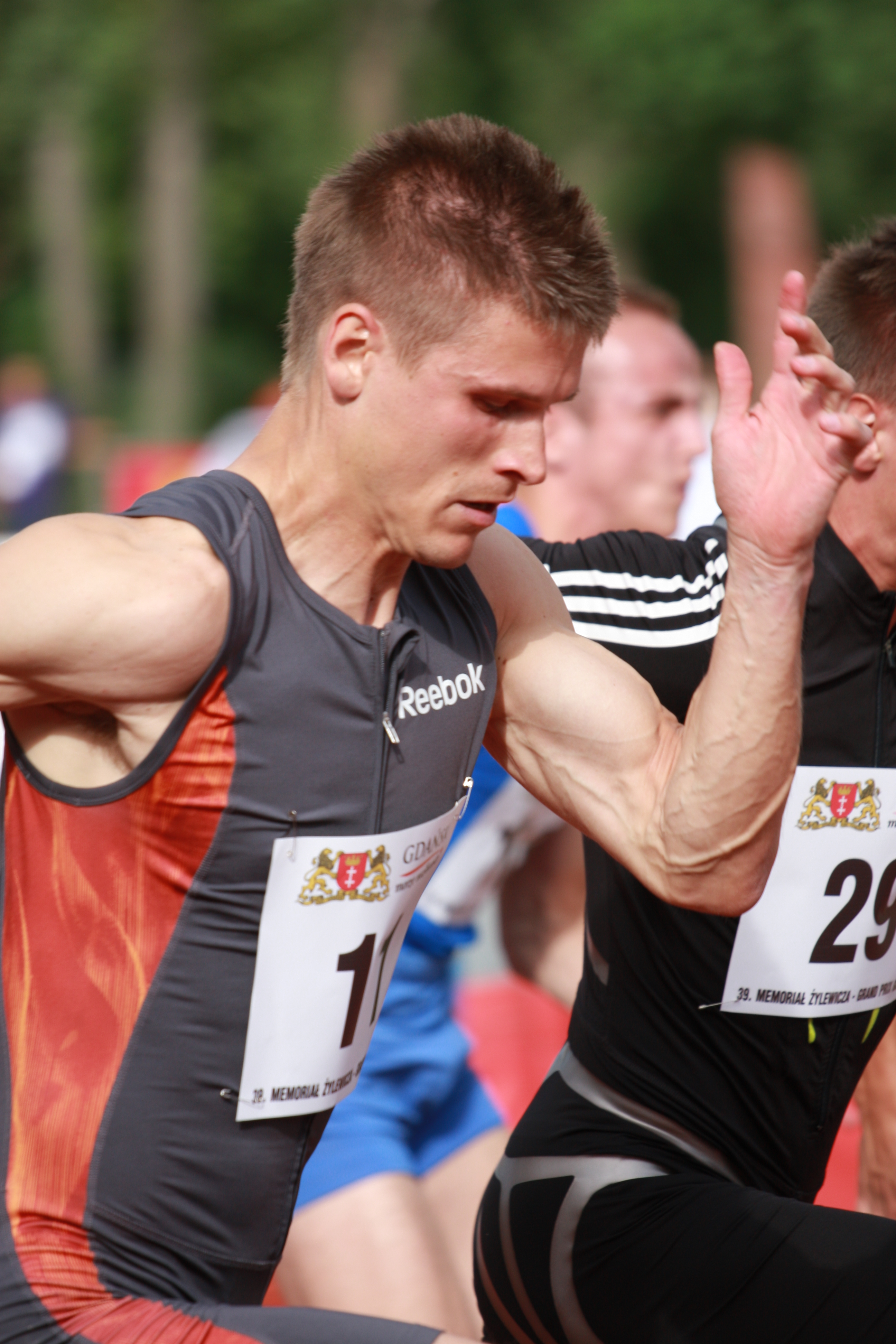
Marcin Jędrusiński erreichte das Halbfinale und schied dort aus

28. August 2003, 21:25 Uhr
Wind: +0,6 m/s
| Platz | Name                   | Nation         | Zeit (s) |
| ----- | ---------------------- | -------------- | -------- |
| 1     | Darvis Patton          | USA            | 20,03    |
| 2     | Stéphan Buckland       | Mauritius      | 20,11    |
| 3     | Frank Fredericks       | Namibia        | 20,29    |
| 4     | Joshua J. Johnson      | USA            | 20,36    |
| 5     | Christian Malcolm      | Großbritannien | 20,43    |
| 6     | Marcin Jędrusiński     | Polen          | 20,48    |
| 7     | Hamed Hamadan al-Bishi | Saudi-Arabien  | 20,70    |
| 8     | Dominic Demeritte      | Bahamas        | 20,71    |

### Halbfinallauf 2

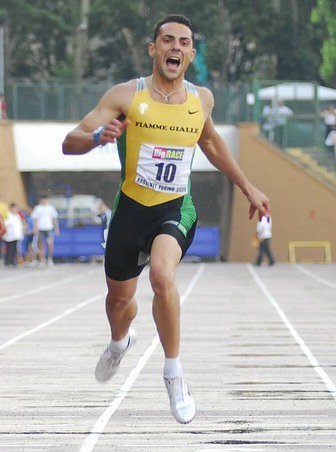
Alessandro Cavallaros siebter Rang in seinem Halbfinalrennen war zu wenig, um im Endlauf dabei zu sein
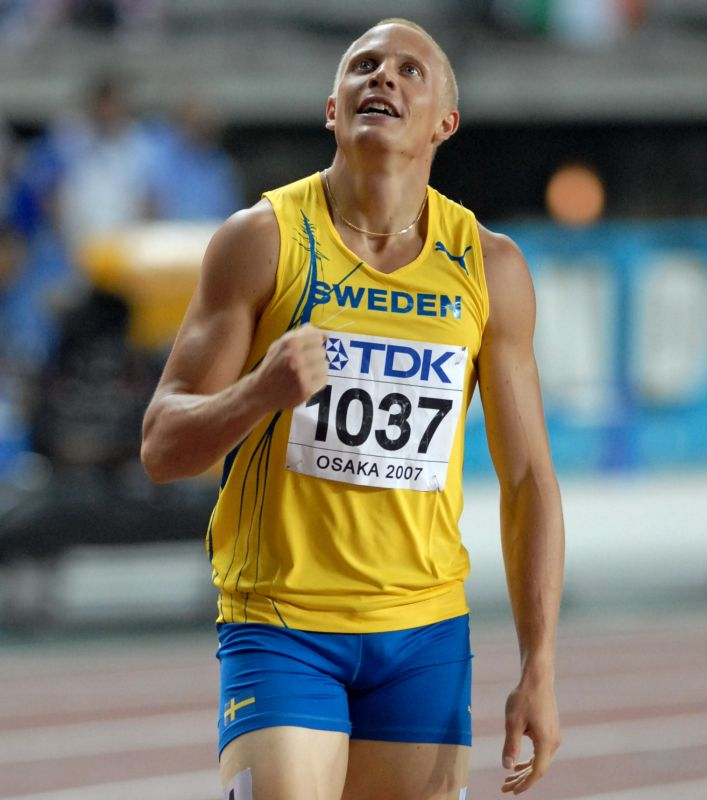
Johan Wissman – Rang acht im zweiten Halbfinallauf und damit ausgeschieden

28. August 2003, 21:33 Uhr
Wind: ±0,0 m/s
| Platz | Name                 | Nation         | Zeit (s) |
| ----- | -------------------- | -------------- | -------- |
| 1     | John Capel           | USA            | 20,18    |
| 2     | Shingo Suetsugu      | Japan          | 20,22    |
| 3     | Darren Campbell      | Großbritannien | 20,34    |
| 4     | Uchenna Emedolu      | Nigeria        | 20,44    |
| 5     | Ricardo Williams     | Jamaika        | 20,49    |
| 6     | Sherwin Vries        | Südafrika      | 20,59    |
| 7     | Alessandro Cavallaro | Italien        | 20,59    |
| 8     | Johan Wissman        | Schweden       | 20,66    |

## Finale

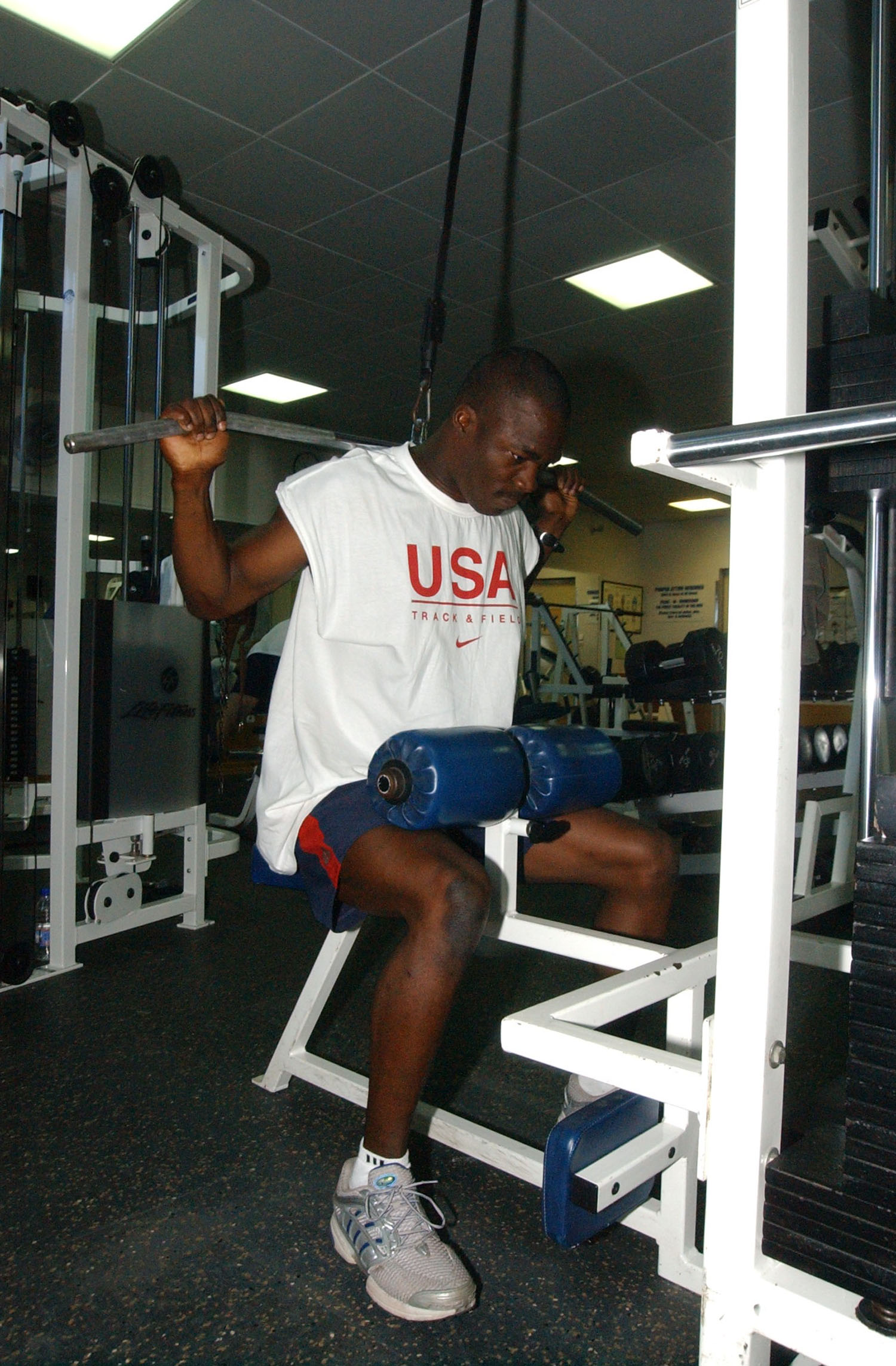
Weltmeister John Capel – er gewann als einziger Athlet dieser Weltmeisterschaften mit der US-Sprintstaffel eine zweite Goldmedaille

29. August 2003, 21:00 Uhr
Wind: +0,1 m/s
| Platz | Name              | Nation         | Zeit (s) |
| ----- | ----------------- | -------------- | -------- |
| 1     | John Capel        | USA            | 20,30    |
| 2     | Darvis Patton     | USA            | 20,31    |
| 3     | Shingo Suetsugu   | Japan          | 20,38    |
| 4     | Darren Campbell   | Großbritannien | 20,39    |
| 5     | Stéphan Buckland  | Mauritius      | 20,41    |
| 6     | Joshua J. Johnson | USA            | 20,47    |
| 7     | Frank Fredericks  | Namibia        | 20,47    |
| 8     | Uchenna Emedolu   | Nigeria        | 20,62    |

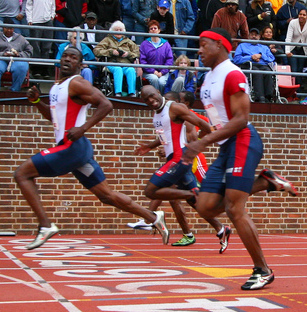
Vizeweltmeister Darvis Patton – im Vordergrund, hier auf Rang zwei (weiter hinten als Sieger des abgebildeten Rennens Weltmeister John Capel)
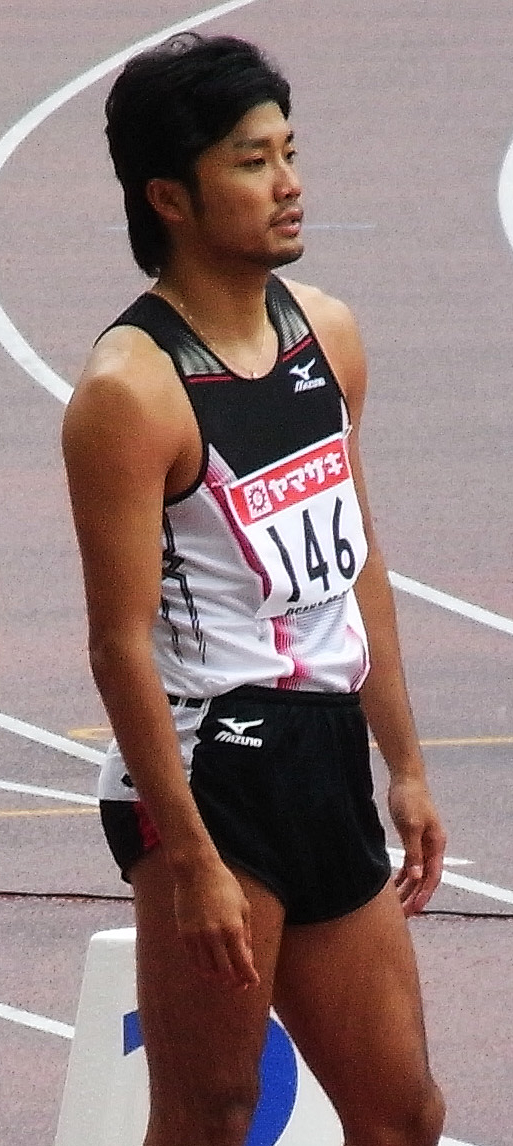
Bronzemedaillengewinner Shingo Suetsugu
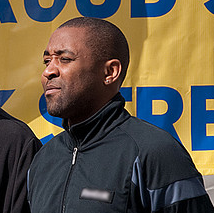
Darren Campbell, hier Dritter über 100 Meter und 2000 Olympiazweiter über 200 Meter, belegte Rang vier
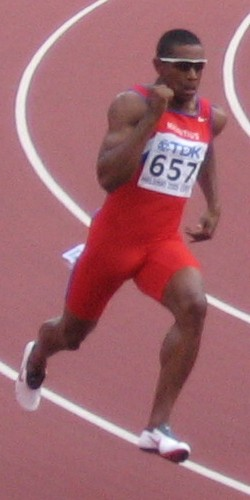
Stéphan Buckland erreichte Platz fünf – im Viertelfinale war er Landesrekord für Mauritius gelaufen
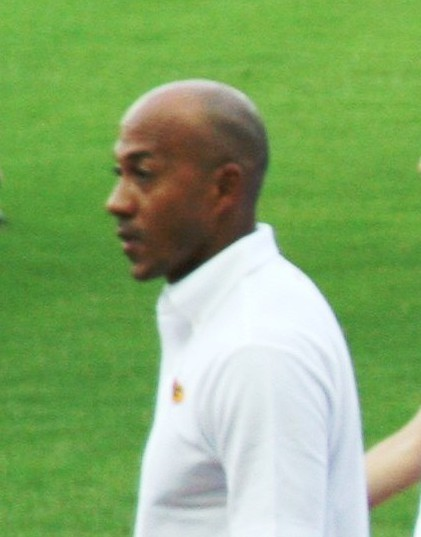
Frank Fredericks, 1993 Weltmeister, dreifacher Vizeweltmeister und vierfacher Olympiazweiter über 100 und 200 Meter, wurde Siebter

## Video
- 200m final IAAF World ChampionShips 2003 Paris auf youtube.com, abgerufen am 30. August 2020